# Jardín zoológico nacional de Sudáfrica
El Jardín zoológico nacional de Sudáfrica (en inglés: National Zoological Gardens of South Africa; también conocido informalmente como el Zoológico de Pretoria) es un parque zoológico de 85 hectáreas (210 acres) ubicado en la ciudad de Pretoria, en Sudáfrica. Es el parque zoológico nacional de ese país, y fue fundada por Jan Willem Boudewijn Gunning.
El zoológico fue establecido originalmente en pleno estallido de la segunda guerra bóer en 1899 y se convirtió en el Jardín Zoológico Nacional oficial en 1916.